# Crotaphytus antiquus
Crotaphytus antiquus là một loài thằn lằn trong họ Crotaphytidae. Loài này được Axtell & Webb miêu tả khoa học đầu tiên năm 1995.